# Rue de la Tuilerie
La rue de la Tuilerie est une voie publique de la commune de Suresnes, dans le département français des Hauts-de-Seine.

## Situation et accès

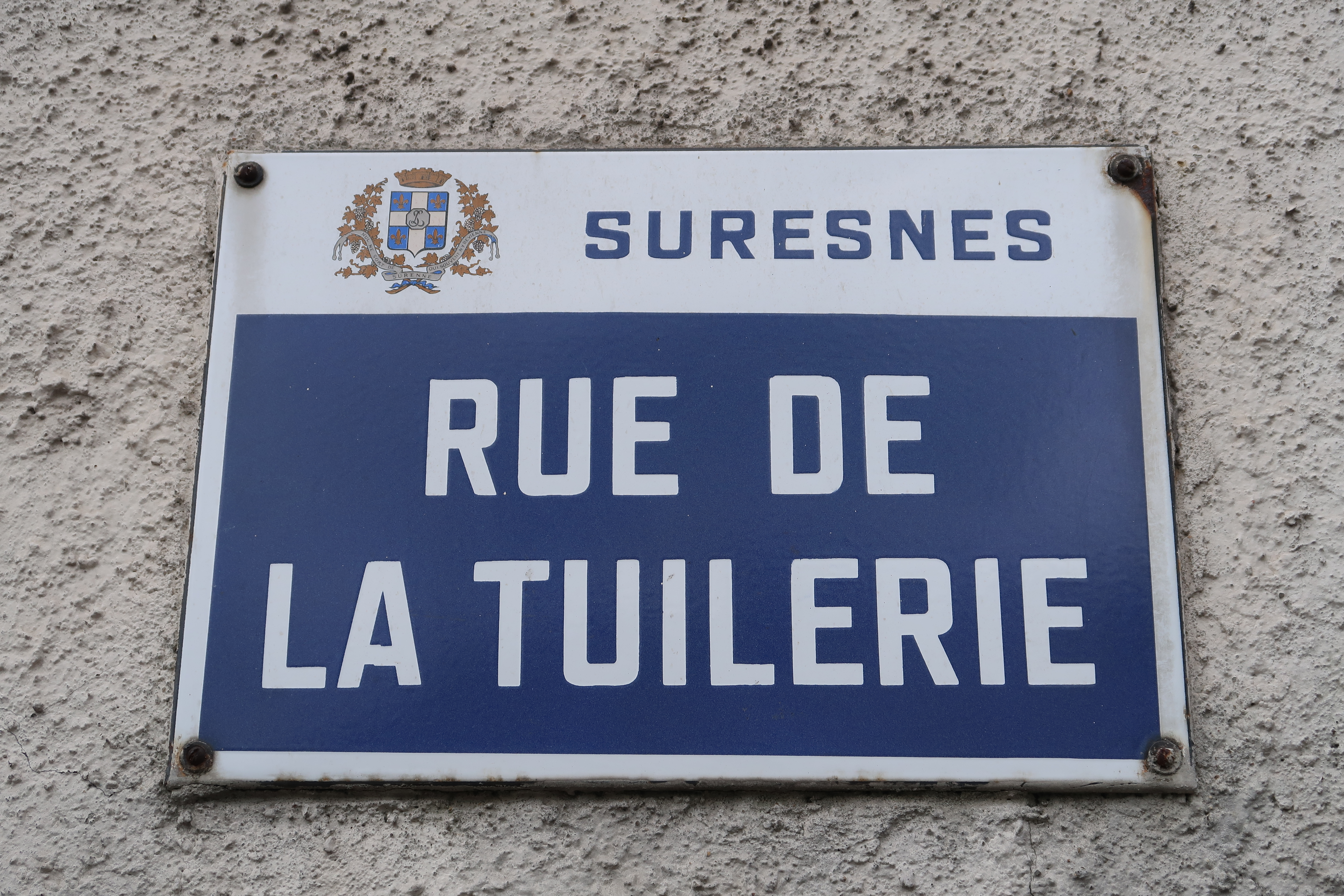
Plaque de la rue.

Partant du nord-est du carrefour de la Croix-du-Roy, elle rencontre la rue Raymond-Cosson, la rue de l'Hippodrome, la rue Arthème-Genteur, l'avenue de la Criolla et se termine au croisement de la rue des Tourneroches et du boulevard Henri-Sellier.
Elle est desservie par la gare de Suresnes - Longchamp, sur la ligne de Puteaux à Issy-Plaine, soit la ligne 2 du tramway d'Île-de-France.

## Origine du nom
Cette rue tient son nom d'une ancienne tuilerie qui se trouvait au carrefour de la Croix-du-Roy, appellation s'accordant avec la présence de la « rue de la Poterie », toute proche. La tuilerie du Bel-Air, dont la raison sociale était « briqueterie du Bel-Air », et qui lui donna son nom en 1892, exploitait les marnes et argiles vertes déposées sur les pentes des coteaux du mont Valérien. Elle fabriquait encore à la fin du XIXe siècle des briques brunes, qui servirent notamment à la construction du pavillon des Travaux publics lors de l'Exposition universelle de Paris de 1889.

## Historique
Il s'agit historiquement du « chemin de Rueil à Suresnes », mentionné comme tel en 1782. Les plaintes du milieu du milieu du XIXe siècle concernant la difficulté pour les voitures d'emprunter cette voie pentue pour rejoindre Rueil-Malmaison conduisent, à la fin du Second Empire, au lancement du projet de percement d'une voie large au dénivelé plus supportable, le boulevard de Versailles (actuel boulevard Henri-Sellier).
En 1908, la partie orientale de la rue de la Tuilerie prend le nom de rue Jean-Jacques-Rousseau. Le boulevard précédemment cité et le viaduc des voies ferroviaires L et U du réseau Transilien Paris-Saint-Lazare marquent par ailleurs la séparation des deux rues.
À l'été 1940, au début de l'Occupation, les Allemands désignent des pavillons et immeubles qui pourraient être réquisitionnés dans plusieurs voies de Suresnes, dont rue de la Tuilerie.

## Bâtiments remarquables et lieux de mémoire

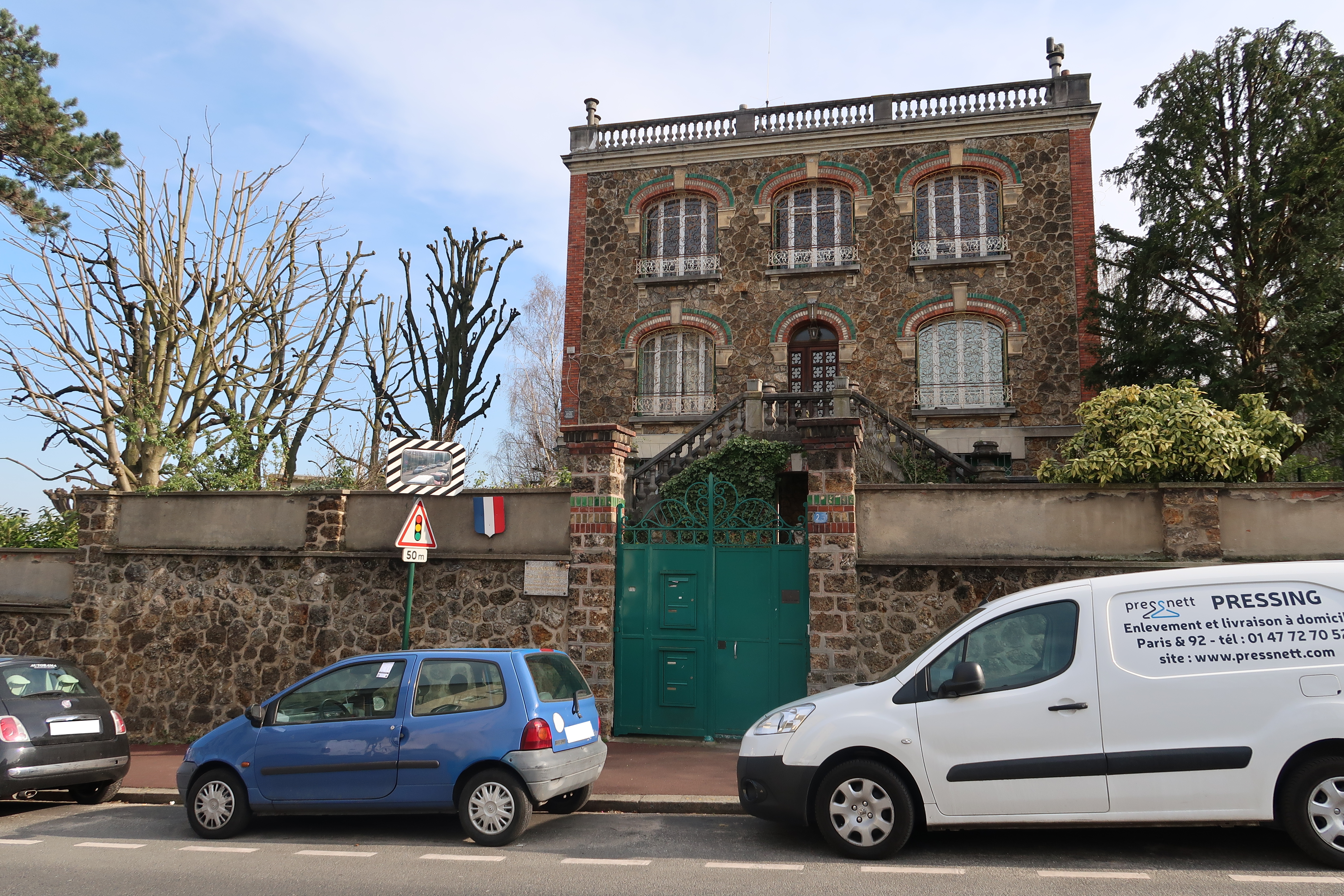
Maison de Noor Inayat Khan.

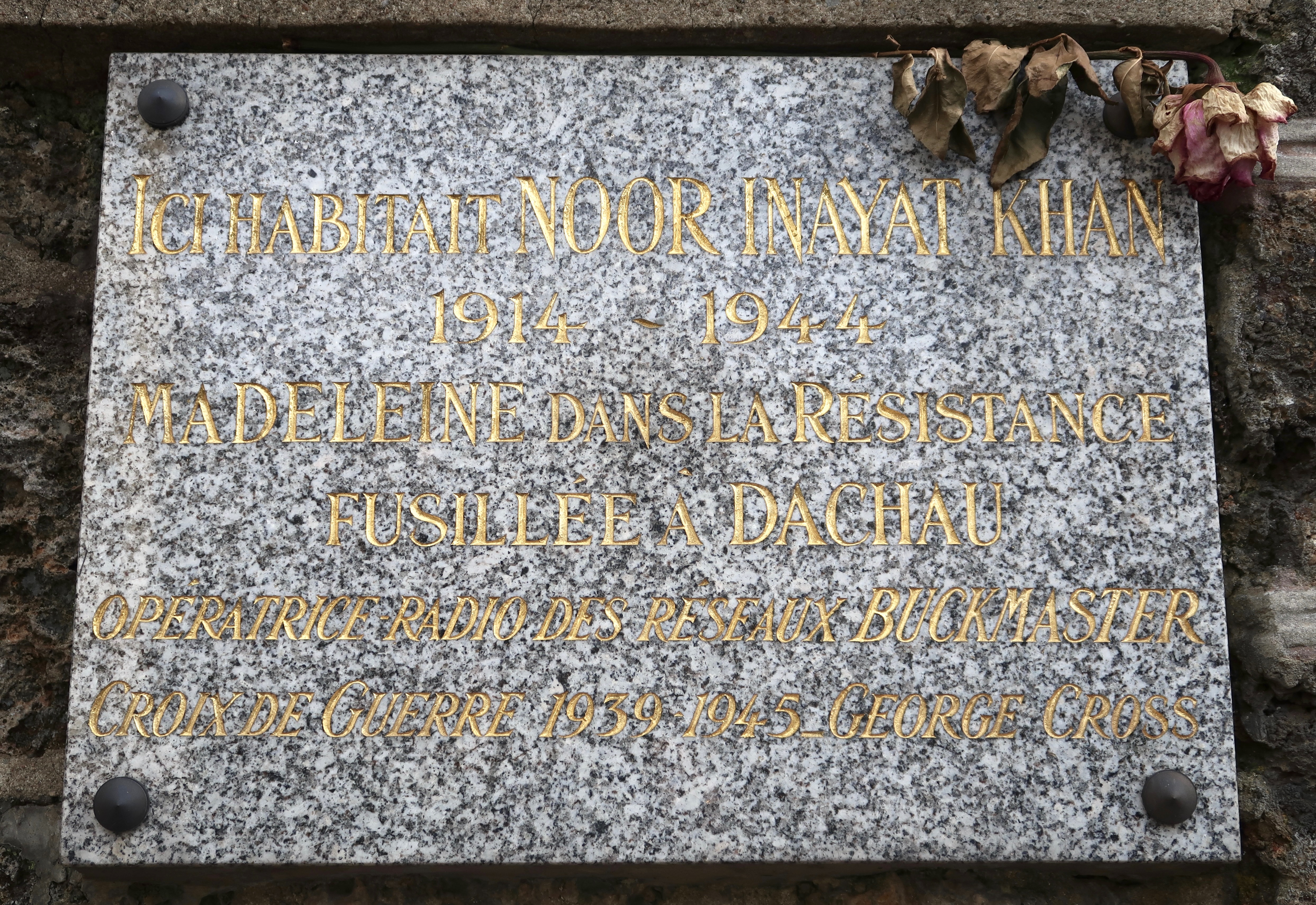
Plaque devant la maison.

- Au no 23, maison du soufi Hazrat Inayat Khan (1882-1927), père de la résistante Noor Inayat Khan (1914-1944)[8] ; une plaque commémorative rend hommage à cette dernière. C'est aujourd'hui[Quand ?] le siège de l'ordre soufi en France[réf. nécessaire].
- De 1947 à 1956, une communauté d'artistes danois notamment composée de Robert Jacobsen et Richard Mortensen s'installe dans une partie de la villa du peintre Louis-Olivier Chesnay, sise 20 rue de la Tuilerie. Le site est ensuite démoli pour laisser place à des HLM. Professeurs au lycée Paul-Langevin, Pierre-Marie Deparis et Tristan Hédoux ont tiré un livre de cet épisode de l'histoire de l'art, La Maison des Artistes danois de Suresnes (2017)[9],[10].